# Donkere knotszwam
De donkere knotszwam (Clavaria greletii) is een schimmel behorend tot de familie Clavariaceae. Hij leeft saprotroof (?) in schrale grazige mosrijke vegetaties op zandige, lemige tot kleiïge bodem, in duinvalleien, grazige bermen, schrale wasplaatgraslanden.

## Kenmerken
De sporen zijn glad, dunwandig, ellipsevormig en meten 8 x 6 µm.

## Verspreiding
In Nederland komt de donkere knotszwam zeer zeldzaam voor. Hij staat op de rode lijst in de categorie 'Ernstig Bedreigd'.